# 美時集團
美時集團有限公司，簡稱美時集團（英語：Lamex Holdings Limited），業務是銷售辦公室家具，於1977年，由林正華家族創辦，於1992年上市。
但隨著辦公室家具銷售競爭白熱化，收入受影響。在2001年11月尾出售給郝建學之公司上市股權，美時集團更名為易通控股（已除牌，港交所除牌前股票代號為0312.HK），同時購回辦公室家具業務。
2006年已成為HNI Corporation 旗下公司。
2007年7月25日，正式除牌。香港聯合交易所有限公司指出公司股份由2005年5月17日起停牌，股份實際上已暫停買賣超過了25個月。

## 外部連結
- lamex.com （页面存档备份，存于）